# Björn Borg (pływak)
Björn Borg (czyt. bjorn borj ur. 14 listopada 1919 w Örby, zm. 13 kwietnia 2009 w Zurychu) – szwedzki pływak specjalizujący się w stylu dowolnym i grzbietowym, dwukrotny mistrz Europy (1938).

## Kariera pływacka
W wieku 16 lat startował na igrzyskach olimpijskich w Berlinie w 1936 roku. Na dystansie 100 m stylem grzbietowym nie zakwalifikował się do finału i zajął ostatecznie 16. miejsce. Płynął także w sztafecie 4 × 200 m stylem dowolnym. Szwedzi w finale uplasowali się na ostatnim (ósmym) miejscu.
Dwa lata później, podczas mistrzostw Europy w Londynie w konkurencjach 400 i 1500 m stylem dowolnym zdobył złote medale.
Tytuły mistrza Europy zdobyte w 1938 roku zaowocowały nagrodą Najlepszego sportowca Szwecji „Svenska Dagbladets guldmedalj” w 1938.